# Court bouillon

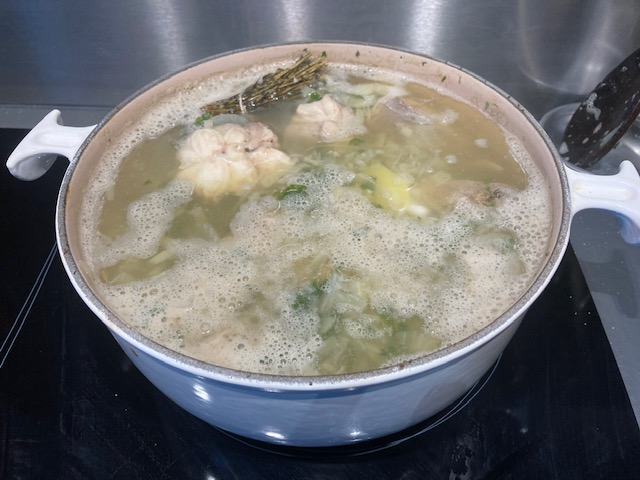
Court bouillon di pesce

Il court bouillon è un liquido aromatico nel quale vengono cotti pesci o crostacei.

## Etimologia
Il nome deriva dai termini francesi court (corto) e bouillon (brodo), e indica che la bollitura deve essere breve.

## Preparazione
Comunemente si prepara aromatizzando dell'acqua salata con sedano, carota e cipolla.
Nella cucina professionale gli ingredienti e le tecniche di preparazione variano in base al tipo e alle dimensioni del pesce da cuocere. Se il pesce da cuocere è di piccole dimensioni (sotto il chilogrammo) e quindi necessiterà di una cottura breve (circa trenta minuti), il court bouillon verrà preparato in anticipo con tutti gli aromi e conservato in frigorifero (o congelato) fino all'uso.
In ogni caso per lessare in court bouillon si partirà sempre dal liquido freddo.
Nel caso il pesce vada servito freddo, lo si lascerà freddare nel suo brodo, riducendo adeguatamente il tempo di cottura.

## Principali varianti[3]
- Court bouillon al vino:

è la variante più comune, adatto a crostacei e pesci d'acqua dolce e salata.
Per 1kg di pesce: 2 litri d'acqua, 2 decilitri di vino bianco secco, una piccola cipolla bianca tagliata, un rametto di prezzemolo, una carota, mezzo gambo di sedano, una piccola foglia di alloro, un rametto di timo e 40g di sale grosso. Far sobbollire per circa 40 minuti, aggiungere circa 5 grani di pepe nero e completare la preparazione con 15 minuti circa di cottura.
- Court bouillon all'aceto o al limone:

Adatto al salmone alla trota salmonata ed ai crostacei.
Si prepara come quello al vino, sostituendo quest'ultimo con 1,5 dl di aceto bianco di vino od il succo di due limoni, eliminando il sedano e steccando la cipolla (stavolta di grosse dimensioni, intera e segnata a metà con il coltello) con un chiodo di garofano.
- Acqua salata:

Adatto a pesci di mare saporiti (orata, dentice, spigola, cefalo, capone, ecc.) questo court bouillon elegante e minimalista dovrebbe essere fatto con buona acqua di mare pulita e fresca, leggermente aromatizzata da un rametto di timo od una fogliolina di alloro. Può essere emulato portando ad ebollizione dell'acqua, calcolando 15 grammi di sale marino grosso per litro.
- Court bouillon al latte:

Di gusto meno mediterraneo dei precedenti, è adatto per lessare pesci affumicati, come le aringhe, ma anche per grossi pesci piatti come rombo, passera o grosse sogliole. Il court bouillon va preparato in quantità bastante a coprire a filo il pesce, misurando metà latte intero e metà acqua, cipolla tritata (circa 100 grammi per Kg di pesce), timo, sale, pepe.